# グローセンヴェルデン
グローセンヴェルデン（ドイツ語: Großenwörden、低地ドイツ語: Grootwöörn）は、ドイツ連邦共和国ニーダーザクセン州のシュターデ郡に属す町村（以下、本項では便宜上「町」と記述する）で、ザムトゲマインデ・オルデンドルフ＝ヒンメルプフォルテンを構成する自治体の一つである。

## 行政

### 議会
グローセンヴェルデンの町議会は7議席からなる。

### 紋章
緑地の下部に銀の波帯。その上には銀の切妻破風と赤い格子張りの壁を見せる銀の木組み建築。扇形の下部には向かって左に2つの実と向かって右に1枚の葉をつけたハンノキの枝が描かれている。

## 引用
1. ↑  Landesamt für Statistik Niedersachsen, LSN-Online Regionaldatenbank, Tabelle A100001G: Fortschreibung des Bevölkerungsstandes, Stand 31. Dezember 2023